# 조르주 뒤메질
조르주 에드몽 라울 뒤메질(프랑스어: Georges Edmond Raoul Dumézil, 프랑스어 발음: [dymezil], 1898년 3월 4일~1986년 10월 11일)은 인도유럽어족 종교와 사회에 관한 연구로 가장 잘 알려진 프랑스 문헌학자이다. 신화학의 주요 기여자 중 하나로, 35개국의 말을 구사함으로써 다양한 자료의 이용과 폭넓은 연구로 유명하며 고대 사회의 사회계급의 삼기능 가설의 제안자이다. 에콜 노르말에서 수학, 카프카스어 연구에도 현저한 업적을 남겼다.